# Терциани, Рафаэле
Рафаэле Терциани (итал. Raffaele Terziani; 23 апреля 1860, Рим — 5 января 1928, Рим) — итальянский композитор и дирижёр. Сын Эудженио Терциани, внук Пьетро Терциани.
Учился у своего отца. В 1889 году с оперой «Аман» выиграл первый композиторский конкурс издательства Sonzogno (опера, однако, так и не была поставлена). В 1890—1895 гг. руководил Римской филармонической академией, затем перешёл в Академию Святой Цецилии. 2 февраля 1895 года дирижировал торжественным концертом в честь инаугурации нового концертного зала академии на Via dei Greci, с программой, составленной целиком из произведений Палестрины, — этот концерт стал, по мнению критики, триумфальным для дирижёра. 27 марта 1899 г. в Риме под управлением Терциани состоялась итальянская премьера «Немецкого реквиема» Иоганнеса Брамса. В Академии Санта-Чечилия преподавал вокал, в 1915—1916 гг. исполняющий обязанности директора, в 1917—1923 гг. заместитель директора.
Написал, помимо оперы, Реквием, струнный квартет, ряд хоровых, вокальных и фортепианных сочинений. Среди его учеников Альберто Гаско.